# Clementina de Como
Clementina de Como, nata Clémentine Decomo (Bonnieux, 8 ottobre 1803 – Torino, 1871), è stata una scrittrice femminista francese che visse in Provenza e in Piemonte.

## Biografia
Clementina De Como nasce nella Vaucluse in Provenza, a Bonnieux, l’8 ottobre 1803. Suo padre, Philippe Decomo, era un emigrato piemontese originario di Savigliano, disertore dell’esercito rivoluzionario. Sua madre, Anne Euphrosine Ollivier de la Combe, giovane aristocratica provenzale, era secondo la descrizione di Clémentine “poco colta, come tutte le donne del tempo”. La coppia Decomo avrà in tutto 4 figlie: dopo Clémentine, Philippine (1804-1836), Adèle (1806-1808) e Angélique (1808-1845). Clémentine sarà l’ultima sopravvissuta della famiglia.
Manifesta molto presto, oltre che un interesse per la Storia, una coscienza e un’opinione politica: descrive nelle sue memorie la sua prima educazione monarchico-legittimista e cattolico-gesuitica nel contesto della Provenza post-napoleonica, dove la nobiltà era rimasta fedele ai Borbone, e dove le classi inferiori veneravano l’aristocrazia e il clero. Commenta però in chiave anticlericale le misure contro-rivoluzionarie prese dal clero, come l’esorcismo di edifici occupati da club giacobini e massoni durante il Regime del Terrore.
Nel 1820 comincia il suo noviziato (sotto il nome di suor Ste Martine) nella congregazione delle Suore di San Carlo di Lione, fondata da Charles Démia nel 1680. Démia fu all’origine dell’insegnamento per i bambini poveri della diocesi di Lione, poi della Francia intera; può essere considerata come l’origine dell’insegnamento generalizzato alle classi povere.
Successivamente Clémentine è mandata ad insegnare in un istituto di Montpellier sotto gli ordini di una madre superiore tirannica, e poi nel 1830 a Cadenet e Vézénobres, ma non diventerà mai suora. Lasciata la congregazione, decide di aprire degli istituti non confessionali per l’istruzione femminile nella Francia meridionale: nel 1832 fonda una prima scuola a Lambesc, a cui affida poi la gestione alla sorella Angélique, e nel marzo 1834 apre un altro importante istituto a Aix-en-Provence, posto sotto il controllo dell’arcivescovado. In seguito all’epidemia di colera del 1836, perde sua madre e sua sorella Philippine. Di ritorno a Aix, perde molte alunne per via della concorrenza della Scuola del Sacro-Cuore, diretta dalla Compagnia di Gesù.
Presso l’editore Aubanel a Avignone, pubblica i suoi due primi romanzi: Célina et Flammy. Nouvelles (1836) e Yva ou La prisonnière du château (1838). In seguito alla morte del suo amico Monsignor Christol nel febbraio 1839, accetta di scrivere la sua biografia, e collabora con la rivista di Aix-en-Provence “L’Auréole”.
Suo padre la convince nel giugno 1839 a seguirlo in Piemonte, ma dopo il loro arrivo a Savigliano, il padre scompare e Clémentine non ritroverà mai la sua traccia. La raggiunge con molte difficoltà sua sorella Angélique, di fragile costituzione, che morirà a Genova nel 1845. Clémentine trascorrerà il resto della sua vita in Italia del Nord come espatriata.
Non trovando il terreno favorevole per aprire una scuola a Savigliano, l’istitutrice si sposta nel luglio 1841 a Casale Monferrato, dove riesce a fondare un Istituto privato di educazione femminile e pubblica il suo terzo romanzo, Blanche aux Indes (1842), scritto parzialmente in Provenza.
A Casale conosce il poeta e drammaturgo Pietro Corelli (Casale Monferrato 27 aprile 1820 – Firenze 8 settembre 1867) di cui diventa l’amante contro la sua volontà. Nella sua autobiografia, Clémentine descrive accuratamente le tappe della sua relazione sentimentale con Corelli, per far luce sulle tecniche di manipolazione usate dal seduttore per sfruttarla finanziariamente sotto promessa di matrimonio. Il poeta la seduce lusingandola per i suoi talenti di scrittrice, poi la costringe a lavorare senza tregua e a continue privazioni per mantenere lui e la sua famiglia, promettendole un matrimonio sempre differito.
Nel 1843, partecipa con Corelli a una raccolta di versi in onore di Carlo Alberto di Savoia. Nel 1845, dopo aver redatto un finto atto di matrimonio, Pietro la convince a spostarsi a Genova con sua sorella. Angélique, già malata, muore e sarà sepolta nel cimitero di Genova.
Nel 1846, Clémentine e Pietro partono alla volta di Firenze, passando da Pisa e da Livorno. Resteranno per circa dieci mesi nella capitale toscana, in modo da permettere al Corelli di svolgere ricerche per la stesura di un saggio su Savonarola. Clémentine fa la conoscenza del poeta repubblicano e anticlericale Giovanni Battista Niccolini, e nel frattempo scopre che il commediografo l’ha ingannata con un falso matrimonio. Volendo lui ora rompere l’unione, allorché l’istitutrice attendeva una figlia da lui, Corelli chiede alla poetessa Isabella Gabardi Rossi di trovare a Clémentine, in Bologna, un posto di istitutrice. Sommersa dalla depressione, Clémentine subisce un aborto spontaneo, ma continua a lavorare come istitutrice privata e governante a Bologna e poi a Rimini, Ravenna e Forlì.
Nel 1848 si trova a Milano, dove assiste in diretta alle Cinque giornate e mostra solidarietà per il popolo milanese. Dopo la sconfitta di Novara, decide di tornare in Piemonte, spiegando che “aveva preso in orrore l’Austria e non voleva vivere soggetta”.
Ritornata a Torino, ritrova il Corelli e accetta la coabitazione, in un appartamento in Rue des Boucheries Po (Contrada delle Beccherie), ed è poi in Via Bellezia n. 42 che vive le scene più drammatiche della sua relazione amorosa, che la porta a un tentativo di suicidio. Fa amicizia con l’ex attrice drammatica Carlotta Marchionni, che “la salvò dalla disperazione”, e con il librettista Felice Romani, che in seguito ad una mediazione con Corelli le permette di ottenere (per qualche mese) una pensione mensile di quaranta franchi. Fa anche la conoscenza di Vincenzo Gioberti, a cui aveva dedicato una poesia, nei giorni precedenti la sua partenza a Parigi come inviato straordinario del Regno sardo. È impossibile non ravvicinare il vivace antigesuitismo di Clémentine a quello dell’autore del Gesuita moderno, pubblicato a Losanna nel 1846-47. L’espatriata provenzale dichiara poi di volersi dedicare allo studio dei “classici moderni”, ma l’accesso alla Biblioteca dell’università di Torino le viene negato.
La De Como trascorre quindi circa un anno nella piccola cittadina di Chieri, dove prende coscienza dell’assoluta mancanza di istruzione dei ceti più poveri, e delle donne in particolare. Entra in contatto con famiglie ebraiche, in particolare con il laureato in legge, patriota e letterato David Levi, che la aiuta nelle traversie giuridiche con il Corelli. Qui comincia a scrivere la sua autobiografia.
Nel gennaio 1851, Clémentine torna a Torino, dove riceve un aiuto prezioso dall’amico Domenico Berti, che la sostiene nella fondazione di un Istituto per damigelle. La sua autobiografia, Émancipation de la femme, è pubblicata in francese nel 1853 presso l’editore Arnaldi.
Lo scritto, con intenti pedagogici, consta di quasi milleduecento pagine; è indirizzato alle donne, al fine di denunciare l’educazione religiosa proposta negli istituti monastici e metterle in guardia contro i seduttori. Riporta lunghi estratti della sua corrispondenza con il Corelli, anche nell’eventualità di un’azione in giustizia davanti ai tribunali per “delitto di seduzione”, alla quale però rinuncerà. Fu stroncato dalla critica “maschilista”, che non le perdonava la franchezza con cui narrava un personaggio di donna sedotta che, in qualche modo, quell’esperienza faceva evolvere.
Ma come spiega Fabio Bertini, in realtà Émancipation de la femme “raccontava in forma autobiografica il dramma femminile per combattere i pregiudizi e denunciare la mancanza di diritti delle donne ed inseriva quel percorso di vita nel processo rivoluzionario culminato nelle vicende del 1848, nella precisa convinzione che non vi potesse essere progresso delle nazioni senza il progresso delle donne e senza l’opera della democrazia in favore della libertà contro ogni tirannia”.
Nel 1854, la De Como pubblica in italiano il dramma tragicomico Il poeta Rafaele e le sue vittime ossia Pietro C. e Clementina De C., per mettere un punto finale alla sua relazione infelice. Nonostante il suo carattere spesso drammatico, la pièce presenta vari passi molto divertenti, e denota le capacità di Clémentine all’autocritica e all’autoderisione.
Per intermediazione del Berti, fa la conoscenza di Lorenzo Valerio, uomo politico e giornalista. Sul versante delle frequentazioni letterarie femminili, è probabile che frequentasse Agata Sofia Sassernò e Giulia Molino Colombini, molto attive sul versante pedagogico, e che conoscesse Olimpia Rossi Savio.
Nel 1855, sappiamo che alloggiava nella modesta Via della Basilica, e che cercava contatti per aprire una nuova istituzione. Il 16 ottobre 1856, sposa Joseph Viallet, originario di Beaufort (Savoia), a Torino, di soli 31 anni (mentre Clementina ne aveva 53). Testimoni del suo matrimonio furono Pietro Paolo Cavalli (29 anni) e Roberto Moncalvo (27 anni), che qualche anno dopo divenne direttore del quotidiano Il Buonumore. Nel novembre 1856, pubblica un annuncio per "Corsi di lingua francese e italiana" a domicilio, a nome di De Como-Viallet.
Si perdono quindi le sue tracce per una decina d’anni, fino al 1866 quando esce il suo romanzo Pauvres enfans!, firmato De Como-Viallet e salutato da Victor Hugo nella sua corrispondenza privata. La trama, ambientata a Parigi, si focalizza sui figli illegittimi e le loro madri tradite dal comportamento libertino e irresponsabile degli uomini, che crea potenziali situazioni di incesto paterno e fraterno tra figli ignoranti della loro filiazione.
Nel 1867, un nuovo annuncio pubblicitario per delle lezioni di lingua francese ci informa che Clémentine si è trasferita via San Dalmazzo.
Un poema di Clémentine dedicato ad Adelaide Cairoli, datato del 2 dicembre 1869, sarà poi pubblicato postumo nell’album Ad Adelaide Cairoli le donne italiane (1873).
Muore nel 1871 a 68 anni, nell’ultimo alloggio che condivise con il marito al 42 via Cernaia a Torino.
Carte di Clementina De Como compaiono nell’Archivio Dipartimentale della Vaucluse, nel Fondo Manno e nel Fondo Valerio, custoditi alla Biblioteca storica della Provincia di Torino e nella Biblioteca civica Giovanni Canna di Casale Monferrato.

## Posterità
L’autobiografia di Clémentine è stata ritrovata quasi per caso nella Biblioteca nazionale di Torino dallo storico francese Maurice Mauviel, mentre svolgeva ricerche su Giuseppe Beghelli. Grazie alla sua perseveranza, e all’aiuto del municipio di Bonnieux e dell’editrice Françoise Mingot, è stata ristampata nel 2009-2010 dalle edizioni Wallâda.
A Bonnieux, un sentiero di escursione, creato dal club letterario Clémentine de Como, ritraccia una parte della sua storia.

## Opere
- Célina et Flammy. Nouvelles (Avignon, Aubanel, 1836)
- Yva ou La prisonnière du chateau (Avignon, Aubanel, 1838)
- Blanche aux Indes (Casale Monferrato, 1842)
- Carme di Pietro Corelli nella solenne inaugurazione della statua equestre del re Carlo Alberto, con note di Paolo Isnardi; versi di Clementina De Como (1843)
- Emancipation de la femme, 2 vol. (Torino, Arnaldi, 1853).
- Il poeta Rafaele e le sue vittime ossia Pietro C. e Clementina De C. : dramma diviso in due epoche (Torino, 1854)
- Pauvres enfans!! (Torino, Favale, 1866)